# Alskärs örarna
Alskärs örarna är klippor i Finland. De ligger i kommunen Pargas stad i landskapet Egentliga Finland, i den sydvästra delen av landet, 210 km väster om huvudstaden Helsingfors.
Terrängen runt Alskärs örarna är mycket platt.